# Montichelvo
Montichelvo (em castelhano) ou Montitxelvo (em valenciano) é um município da Espanha na província de Valência, Comunidade Valenciana. Tem 8,2 km² de área e em 2021 tinha 588 habitantes (densidade: 71,7 hab./km²).

## Demografia
| Variação demográfica do município entre 1991 e 2004 | Variação demográfica do município entre 1991 e 2004 | Variação demográfica do município entre 1991 e 2004 | Variação demográfica do município entre 1991 e 2004 |
| --------------------------------------------------- | --------------------------------------------------- | --------------------------------------------------- | --------------------------------------------------- |
| 1991                                                | 1996                                                | 2001                                                | 2004                                                |
| 629                                                 | 610                                                 | 645                                                 | 673                                                 |